# Канпур
Канпур (хин. कानपुर, урду کان پور) је девети највећи град у Индији и највећи град индијске државе Утар Прадеш. Раније је био познат као економска престоница Утар Прадеша, а нарочито је била значајна текстилна индустрија. Канпур се налази на обалама река Ганг (на североистоку) и Јамуна (на југу). Удаљен је 83 километра од Лакнауа, главног града Утар Прадеша. Површина града је преко 1300 км², где живи 4.864.674 становника.. 

## Становништво
Према незваничним резултатима пописа, у граду је 2011. живело 2.767.031 становника.
| 1991.     | 2001.     | 2011.     |
| --------- | --------- | --------- |
| 1.879.420 | 2.551.337 | 2.767.031 |